# Anika Lamade

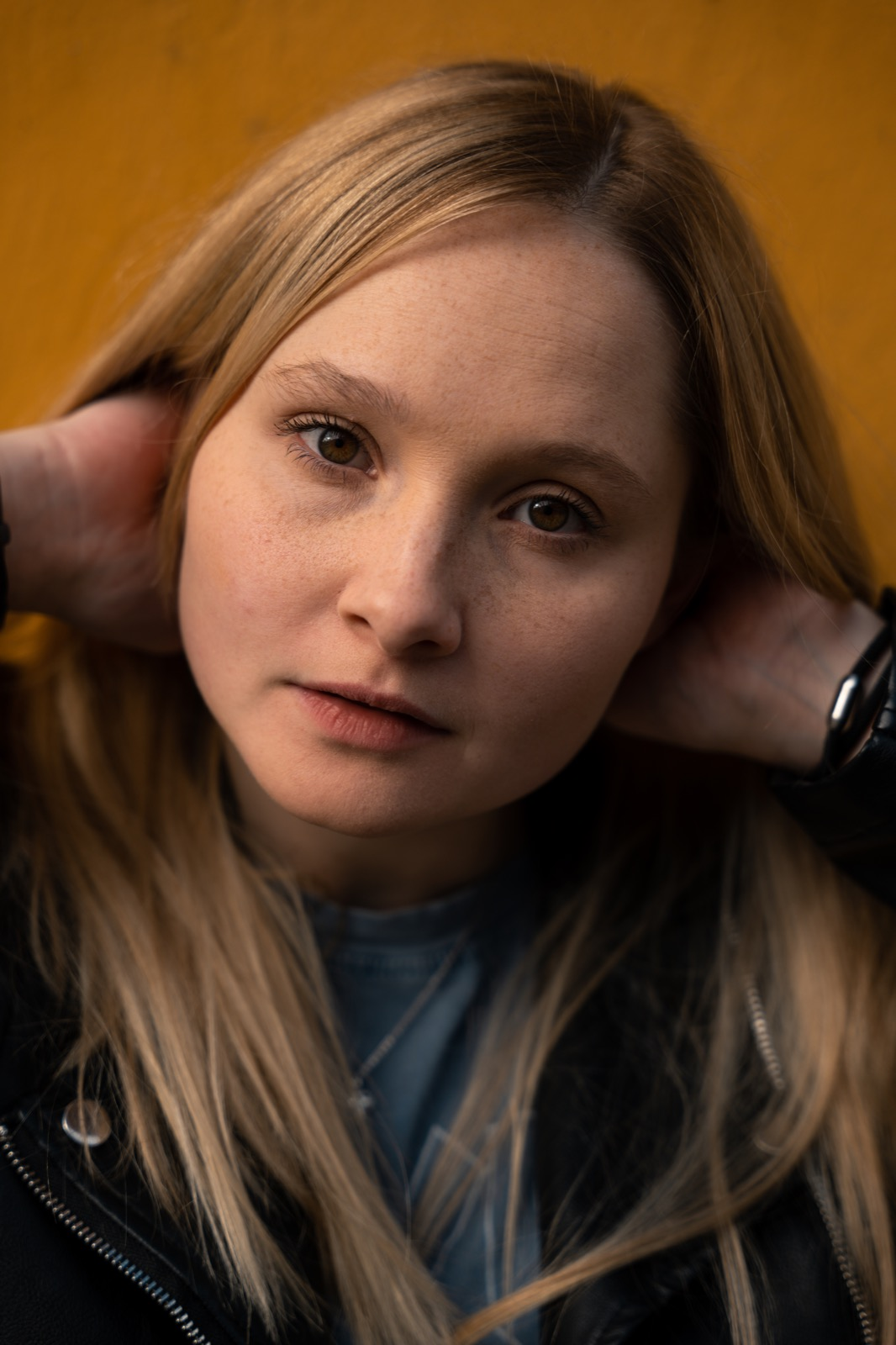
Anika Lamade

Anika Lamade (* 1993 in Hamburg) ist eine deutsche Schauspielerin.

## Leben und Karriere
Anika Lamade wuchs in Flensburg auf. Sie ging in einen dänischen Kindergarten und eine dänische Schule, weshalb die dänische Sprache ihre zweite Muttersprache ist.
2016 war sie im Tatort Borowski und das Verlorene Mädchen erstmals im Fernsehen zu sehen. Von 2018 bis 2021 absolvierte sie ihre Schauspielausbildung an der Schule für Schauspiel Hamburg mit erfolgreichem Abschluss. 2019 produzierte sie ihre erste eigene Webserie Addicted für YouTube.  Schon während ihrer Ausbildung stand sie regelmäßig vor der Kamera wie z. B. für Soko Hamburg oder Das Geheimnis des Totenwaldes. 2020 übernahm sie eine Rolle der Lilith Holm in dem Film Inga Lindström – Der Autor und ich.
Anika Lamade lebt in Hamburg.

## Filmografie
- 2016: Tatort – Borowski und das verlorene Mädchen
- 2017: Sanddorn Krimi – Kontrollverlust
- 2018: Der Lehrer – Hast du Pech beim Denken oder was?
- 2018: Julimorgen (Kurzfilm)
- 2018: Sanddorn Krimi – Endstation Braunschweig
- 2019: Addicted (Webserie)
- 2020: Für immer Sommer 90 (Fernsehfilm)
- 2021: Ein Schritt in den Abgrund
- 2021: SOKO Hamburg
- 2022: Maximal
- 2022: Unschuldig – Der Fall Julia
- 2022: Inga Lindström – Der Autor und ich
- 2023: Matching (Kurzfilm)
- 2023: Malibu – Schwesterherz
- 2023: Nicht in deiner Liga (Kurzfilm)
- 2023: Notruf Hafenkante (Fernsehserie)
- 2024: Katharina Tempel – Was wir fürchten
- 2024: Wendland – Stiller und das große Schweigen
- 2024: Zwei Erben sind einer zu viel
- 2024: Helen Dorn – Todesmut